# تشارلز غودفري (لاعب كرة قدم أمريكية)
تشارلز غودفري (بالإنجليزية: Charles Godfrey)‏ هو لاعب كرة قدم أمريكية أمريكي، ولد في 15 نوفمبر 1985 في باي تاون في الولايات المتحدة.

## وصلات خارجية
- تشارلز غودفري على موقع مرجع كرة القدم المحترفة.كوم (الإنجليزية)